# Generatore di tensione
Un generatore di tensione è un dispositivo a due terminali in grado di mantenere una tensione elettrica in un percorso chiuso indipendentemente dalla corrente elettrica che lo attraversa.
Il generatore di tensione presenta due poli; perciò, dal punto di vista componentistico, si tratta di un bipolo.

## Generatori di tensione ideali
Un'astrazione molto comune in elettrotecnica è il generatore ideale di tensione: si tratta di un ipotetico dispositivo in grado di mantenere una tensione costante o con un prefissato andamento in funzione del tempo fra i suoi poli, indipendentemente dall'intensità di corrente, e privo di resistenza elettrica interna. Per tale ragione, se si collegassero i poli in cortocircuito all'interno del generatore circolerebbe una corrente teoricamente infinita, in linea con la legge di Ohm. 
Un generatore di tensione può essere indicato con uno dei seguenti simboli:

Simbolo di un generatore di tensione ideale
Simbolo di una pila

Il segno "+" si riferisce al polo positivo a potenziale maggiore, da cui (per convenzione) fluisce la corrente verso il polo negativo a potenziale minore, indicato dal segno "-".

## Generatori di tensione reali

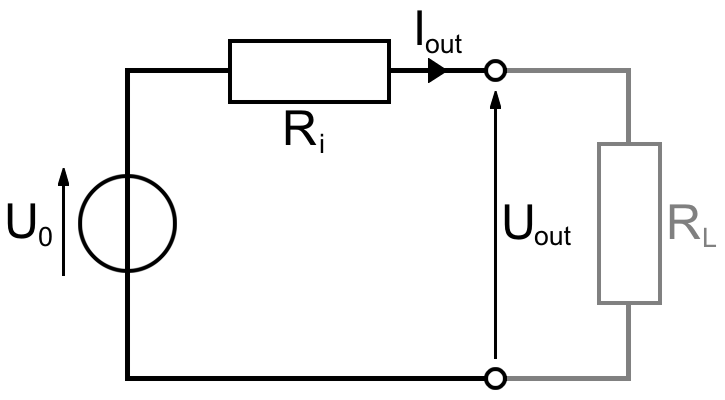
Circuito equivalente di un generatore di tensione U_{o} con resistenza interna R_{i} che alimenta un carico R_{L}

I generatori di tensione reali sono componenti elettromeccanici (come il generatore di Van de Graaff) o elettrochimici (come ad esempio le pile) che mantengono una tensione costante o costantemente oscillante entro determinati limiti. Nella rappresentazione dei circuiti elettrici questi vengono generalmente schematizzati come un generatore ideale in serie con una resistenza (resistenza interna).
Nella Teoria dell'Elettrotecnica, un generatore di tensione si dice pilotato se la forza elettromotrice erogata è funzione della tensione o della corrente di un altro elemento circuitale; al contrario il generatore si dice indipendente.
Nella realtà dei fatti, la tensione erogata da un generatore sarà sempre dovuta all'ingegneria interna del componente in relazione all'ambiente. Nello studio di dispositivi complessi, però, può essere utile semplificare il comportamento di alcune parti di circuito utilizzando generatori pilotati equivalenti.

## Trasformazione generatori reali di tensione in generatori reali di corrente

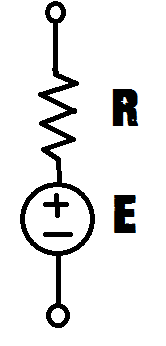
Rappresentazione di un generatore reale di tensione

Grazie al teorema di Thévenin si può sostituire un generatore reale di corrente con un generatore reale di tensione (e viceversa, per il teorema di Norton).
Questa trasformazione può essere effettuata applicando semplicemente la legge di Ohm (anche se questo metodo è il risultato dell'applicazione dei teoremi di Thévenin e Norton, ma risulta molto comodo dal punto di vista pratico). Per la legge di Ohm:
{\displaystyle V=R\cdot I}
Supponendo che:
{\displaystyle V=E}
si ha:
{\displaystyle E=R\cdot I}
allora:
{\displaystyle I={\frac {E}{R}}}
Questo ci indica che possiamo sostituire il generatore reale di tensione con tensione E e resistenza R, con un generatore reale di corrente {\textstyle I={\frac {E}{R}}} e resistenza uguale alla precedente, verificando che il verso della corrente del generatore di corrente sia concorde al verso del potenziale del generatore di tensione sostituito.

## Esempi di generatori
Tra i dispositivi che funzionano da generatori di tensione vi sono le dinamo, le pile elettriche, le pile a combustibile, i moduli fotovoltaici e altri dispositivi elettrici ed elettronici.
Più la resistenza interna è piccola, più il comportamento di un generatore reale si avvicina al comportamento di un generatore ideale.